# Juan José Ángel Correa
Juan José Ángel Correa (Caldas, 10 de junio de 1889-Medellín, 18 de enero de 1961) fue un ingeniero, Político y empresario colombiano que se desempeñó como Gobernador de Antioquia entre 1934 y 1935. 

## Biografía
Nació en Caldas, al sur del Valle de Aburrá, en junio de 1889, hijo de Sebastián Bonifacio Ángel y de Fernanda Correa, descendientes de los fundadores del pueblo. Estudió Ingenieria en la Universidad Nacional de Colombia, de donde se graduó en 1913.
Como empresario se encargó de la Empresa de Locería Colombiana, de la cual fue administrador hasta 1931, cuando dejó su puesto y la transformó en Sociedad Anónima; así mismo, fue Presidente de la junta  del Banco Alemán luego BANCOQUIA; Presidente de la junta de la Federación Departamental de Cafeteros, y 2 veces superintendente del  Ferrocarril de Antioquia.Fundador y Socio de la Empresa Greifenstein Angel y CIA; productores entre otros de las Primeras despulpadoras de Café, pica pastos, ruedas pelton; etc. 
Se desempeñó como Gobernador de Antioquia entre el 29 de agosto de 1934 y el 28 de agosto de 1935, designado por el presidente Alfonso López Pumarejo. Durante su gobierno se impulsó el aprovechamiento de las caídas de aguas de Guadalupe, con el fin de usarlas para la producción de energía hidroeléctrica, así como se comenzó la construcción de la vía entre Valparaíso y Riosucio, con el fin de dar un canal de comunicación entre los departamentos de Caldas y Antioquia. También modernizó y remodeló las calles del departamento.
También se desempeñó como Superintendente de Rentas de Antioquia, diputado a la Asamblea Departamental de Antioquia y Secretario de Fomento Departamental de Antioquia. Falleció en Medellín en enero de 1961.